# The Iron Claw
The Iron Claw és una pel·lícula de drama esportiu biogràfic del 2023 escrita i dirigida per Sean Durkin sobre els Von Erich, una família de lluitadors professionals marcats per la tragèdia. És protagonitzada per Zac Efron, Jeremy Allen White, Harris Dickinson, Maura Tierney, Stanley Simons, Holt McCallany i Lily James. S'ha doblat i subtitulat al català.

## Sinopsi
Durant la dècada de 1960, Fritz Von Erich (Holt McCallany), nom de ring de Jack Barton Adkisson, intenta mantenir la seva nombrosa família practicant el wrestling. Participa en combats locals a Texas, malgrat que la seva dona Doris (Maura Tierney) no ho aprova del tot. Anys més tard, els Von Erich/Adkisson s’estableixen a Denton.
El fill gran, Kevin (Zac Efron), es converteix en campió de pes pesant de la NWA l'any 1979. Igualment, el seu pare, que ara és propietari de la companyia World Class Championship Wrestling, vol introduir en aquest esport al seu segon fill David (Harris Dickinson). El tercer fill, Kerry, un llançador de disc prometedor, veu com s’enfonsa el seu somni olímpic a causa del boicot als Jocs de l'estiu de 1980, mentre que Mike (Stanley Simons), el petit, en principi es decanta per la música. En tornar a la llar familiar, Kerry comença a entrenar com a lluitador. Més endavant Kevin, David i Kerry formen un trio en els combats.
Kevin coneix a Pam (Lily James) i comença a sortir amb ella mentre li explica la "maledicció Von Erich", quan uns anys abans van sofrir la mort accidental del seu germà Jack Jr., als sis anys, i suposa que fou provocada pel fet que el seu pare va canviar el seu cognom d'Adkisson pel de la seva mare, la família de la qual havia patit una tragèdia.
La trama segueix la vida dels germans Kevin, Kerry, David i Mike per aconseguir l'èxit esportiu i professional, i com el seu pare els va preparar obsessivament des de 1979 fins a principis dels anys noranta. Durant un període de nou anys, la tragèdia estarà present en aquesta família en què les drogues, les depressions, les amputacions, i els suïcidis s'aniran succeint.

## Anotacions sobre la pel·lícula
El títol original es refereix a la clau de ring Iron claw o Clawhold, que significa "urpa de ferro" que els Von Erich feien servir com a segell d'identitat. És un moviment de submissió a l'oponent agafant-li el cap i prement-lo sobretot amb les dues últimes falanges dels dits. És una tècnica creada per James Donald Raschke, conegut com a Baron von Raschke en el món de la lluita lliure.
Chris Von Erich, el membre més jove de la família, no va ser inclòs al guió perquè, segons Durkin, "va ser una altra tragèdia que la pel·lícula realment no va poder suportar". Chris es va suïcidar el 1991, un any i mig abans que Kerry Von Erich, i va ser la quarta mort familiar (després de Jack Jr., David i Mike).
The Iron Claw es va estrenar al Texas Theatre de Dallas el 8 de novembre de 2023. Es va estrenar als Estats Units per A24 el 22 de desembre de 2023 i per Lionsgate al Regne Unit el 9 de febrer de 2024. Va recaptar més de 43 milions de dòlars, amb un pressupost de 15 milions, i va rebre crítiques positives. Va ser nomenada una de les 10 millors pel·lícules del 2023 per la National Board of Review.

## Repartiment
- Zac Efron com a Kevin Von Erich
- Jeremy Allen White com a Kerry Von Erich
- Harris Dickinson com a David Von Erich
- Maura Tierney com a Doris Von Erich
- Stanley Simons com a Mike Von Erich
- Holt McCallany com a Fritz Von Erich
- Lily James com a Pam Adkisson
- Michael J. Harney com a Bill Mercer
- Maxwell Jacob Friedman com a Lance Von Erich
- Brady Pierce com a Michael Hayes
- Aaron Dean Eisenberg com a Ric Flair
- Kevin Anton com a Harley Race